# Чакра (Колорадо)
Чакра (енгл. Chacra) насељено је место без административног статуса у америчкој савезној држави Колорадо.

## Демографија
По попису из 2010. године број становника је 329.
| Група             | 2000.    | 2010.       |
| Белци             | 0 (0,0%) | 287 (87,2%) |
| Афроамериканци    | 0 (0,0%) | 3 (0,9%)    |
| Азијати           | 0 (0,0%) | 1 (0,3%)    |
| Хиспаноамериканци | 0 (0,0%) | 37 (11,2%)  |
| Укупно            | 0        | 329         |